# 6458 Nouda
A 6458 Nouda (ideiglenes jelöléssel 1992 TD1) a Naprendszer kisbolygóövében található aszteroida. Tsutomu Seki fedezte fel 1992. október 2-án.